# NGC 1822
NGC 1822 (другое обозначение — ESO 85-SC42) — рассеянное скопление в созвездии Золотой Рыбы, расположенное в Большом Магеллановом Облаке. Открыто Джоном Гершелем в 1835 году. Описание Дрейера: «очень тусклый, маленький объект, западный из двух», под вторым объектом подразумевается NGC 1826. Возраст скопления — 100—150 миллионов лет.
Этот объект входит в число перечисленных в оригинальной редакции «Нового общего каталога».